# Antoni Ponce Bertrán
Antoni Ponce Bertrán (5 de junio de 1987) es un deportista español que compite en natación adaptada. Ganó tres medallas en los Juegos Paralímpicos de Verano, dos plata en Tokio 2020 y plata en París 2024.

## Palmarés internacional
| Juegos Paralímpicos | Juegos Paralímpicos | Juegos Paralímpicos | Juegos Paralímpicos |
| Año                 | Lugar               | Medalla             | Prueba              |
| ------------------- | ------------------- | ------------------- | ------------------- |
| 2020                | Tokio (Japón)       | Medalla de plata    | 100 m braza SB5     |
| 2020                | Tokio (Japón)       | Medalla de plata    | 200 m libre S5      |
| 2024                | París (Francia)     | Medalla de plata    | 100 m braza SB5     |